# Bobby Bare
Robert Joseph Bare Sr., detto Bobby (Ironton, 7 aprile 1935), è un cantautore statunitense.

## Biografia
Originario dell'Ohio, è padre di Bobby Bare Jr., anch'egli musicista.
Attivo dagli anni '50, tra le sue prime canzoni di successo vi è The All American Boy (1958), accreditata e interpretata da Bill Parsons.
Dal 1962 al 1970 è stato sotto contratto con la RCA Records, realizzando canzoni come Detroit City e registrando con Skeeter Davis, Norma Jean, Liz Anderson e Ian Tyson.
Ha preso parte come attore al film Far West (1964).
Nel 1970 è passato alla Mercury Records, etichetta con cui ha diffuso cinque dischi. Successivamente è stato invece scritturato nuovamente dalla RCA e poi, dal 1978 al 1983, dalla Columbia Records.
Nel 1998 ha fondato il gruppo Old Dogs con Jerry Reed, Mel Tillis e Waylon Jennings.
Nel 2005 registra un nuovo album dopo oltre venti anni: si tratta di The Moon Was Blue, prodotto da figlio.
Nel 2012, insieme a Petter Øien, ha preso parte alle selezioni della Norvegia per la canzone da far partecipare all'Eurovision Song Contest 2012, ma i due artisti sono giunti terzi nelle eliminatorie nazionali.
Nel 2013 è stato inserito nella Country Music Hall of Fame.

## Discografia
- 1963 - "Detroit City" And Other Hits
- 1963 - 500 Miles Away from Home
- 1964 - The Travelin' Bare
- 1965 - Tunes for Two (con Skeeter Davis)
- 1965 - Constant Sorrow
- 1966 - The Best of Bobby Bare
- 1966 - Talk Me Some Sense
- 1966 - The Streets of Baltimore
- 1966 - This I Believe
- 1967 - The Game of Triangles (con Norma Jean & Liz Anderson)
- 1967 - A Bird Named Yesterday
- 1967 - The English Country Side (con The Hillsliders)
- 1968 - The Best of Bobby Bare - Volume 2
- 1969 - (Margie's At) The Lincoln Park Inn (And Other Controversial Country Songs)
- 1970 - Your Husband My Wife (con Skeeter Davis)
- 1970 - Real Thing
- 1970 - This Is Bare Country
- 1971 - Where Have All the Seasons Gone
- 1971 - I Need Some Good News Bad
- 1972 - What Am I Gonna Do?
- 1972 - High and Dry
- 1973 - I Hate Goodbyes / Ride Me Down Easy
- 1973 - Bobby Bare Sings Lullabys, Legends and Lies
- 1974 - Singin' in the Kitchen (Bobby Bare & Family)
- 1975 - Hard Time Hungrys
- 1975 - Cowboys and Daddys
- 1976 - The Winner and Other Losers
- 1977 - Me and McDill
- 1978 - Bare
- 1978 - Sleep Wherever I Fall
- 1980 - Down & Dirty
- 1980 - Drunk & Crazy
- 1981 - As Is
- 1982 - Ain't Got Nothin' to Lose
- 1983 - Drinkin' from the Bottle
- 1998 - Old Dogs (con Waylon Jennings, Jerry Reed, & Mel Tillis)
- 2005 - The Moon Was Blue
- 2012 - Darker Than Light